# Bkul-ngeiil
Bkul-ngeiil (Agiil Island, Agiiru, Bkul Ngiil) ist winzige Insel von Palau.

## Geographie
Bkul-ngeiil ist eine winzige Insel vor der Küste des administrativen Staates Aimeliik. Sie liegt nördlich von Ngchemiangel am Kap Ngeruong.